# 토지가치세
토지가치세(land value taxation, LVT)는 토지의 가치에 비례하여 토지소유자에게 부과하는 세금이다. 이는 지대라는 형태 또는 명목으로 토지소유자에게 집중되는 불로소득(unearned income)을 국가가 환수하여 국민전체의 편익을 위해 사용해야 한다는 생각에서 출발하였다. 국가에 의한 토지불로소득 환수의 정당성은 다음과 같이 증명할 수 있다.
토지의 가치는 사회 전체의 인구증가와 더불어 필연적으로 상승하는데, 토지를 사적으로 소유하고 있는 사람이 사회 전체의 인구증가에 기여하는 바는 극히 미미하다. 그럼에도 불구하고 지대(rent, economic rent)라는 명목으로 인구증가에 따른 토지가치 상승을 사유화하는 것을 부당한 특권에 해당한다. 즉, 토지소유자에게는 이 특권에 대한 사용료를 납부해야 할 사회적 의무가 있는 것이다.
이와 같은 개념을 일컬어, 학계에서는 토지 공개념이라고 부른다.
토지가치세의 개념을 최초로 주장했고, 사실상 그 개념의 이론적 체계를 확립한 사람은 헨리 조지라고 할 수 있다. 헨리 조지의 토지세를 실제 국가의 세금체제 안에 도입하려는 최초의 시도는 1909년 영국에서 이루어졌다. 윈스턴 처칠과 데이빗 로이드 조지가 이끌었던 영국 자유당 내각이 입안했던 인민예산(People's budget)이 바로 그것이다.
이후 토지가치세는 다수의 현대 국가에서 다양한 형태로 발전되었다. 주요 국가별 사례로는 호주, 싱가포르, 남아프리카 공화국, 대한민국, 대만 등이 있다.
정치·경제학에서 토지가치세의 중요성을 강조하는 사상을 조지주의(Georgism), 지공주의(地公主義, geoism)라고 부른다.
세법학적으로 토지가치세는 토지의 가격 그 자체에만 세금이 부과되는 종가세(從價稅)이다. 토지가치세를 계산할 때는 건축물, 개발, 개인적 소유물을 포함되지 않는다. 이런 이유 때문에, 토지가치세는 부동산(땅과 땅의 활용) 전체에 부과되는 다른 재산세들과는 다른 개념이다.
현대에는 부동산세를 갖고 있는 모든 사법관할지역은 토지가치세를 갖고 있다. 왜냐하면 부동산 종가를 정하는 기준이 지역적 특성을 갖거나 토지가치에 개선비용을 합친 것이기 때문이다.

## 같이 보기
- 고전파 경제학
- 데인겔드
- 지리 정보 시스템
- 지공주의
- 임대법
- 중농주의
- 누진세
- 지대추구
- 부유세